# Apoclea autumnalis
Apoclea autumnalis är en tvåvingeart som beskrevs av Becker 1909. Apoclea autumnalis ingår i släktet Apoclea och familjen rovflugor. Inga underarter finns listade i Catalogue of Life.